# Придорожнє (Джанкойський район)
Придоро́жнє (до 1945 року — Дюрмен, крим. Dürmen) — село Джанкойського району Автономної Республіки Крим. Населення становить 624 особи. Орган місцевого самоврядування - Єрмаківська сільська рада. Розташоване на півночі району.

## Географія
Придорожнє - село на півночі району, у степовому Криму, у місця впадання в засихаючу затоку Сивашу річки Побєдна, на східній стороні шосе М18 Москва - Сімферополь, висота над рівнем моря - 12 м. Сусідні села: Островське за 2 км на південь по шосе, Вітвисте за 0,5 км на захід і Стовпове - за 2, 5 км на північ по шосе. Відстань до райцентру - близько 7 кілометрів, найближча залізнична станція - Мамут - за півкілометра.

## Історія
Ідентифікувати Дюрмен серед, найчастіше сильно спотворених, назв сіл в Камеральному Описі Криму... 1784 року поки не вдалося, можливо, село була покинуте мешканцями, які емігрували в Туреччину в період приєднання Криму до Російської імперії і назва могла бути записано взагалі невірно. За новим адміністративним поділом, після створення 8 (20) жовтня 1802 года Таврійської губернии, Дурмень знаходився на території Біюк-Тузакчинської волості Перекопського повіту Таврійської губернії.
На військово-топографічній карті 1817 року село Дурмень позначене порожнім а на карті 1842 року є вже руїни села Дюрмень.
У 1876 році порожнє місце заселилися німці меноніти, вихідці з Молочанських колоній Мінстерберг і Альтонау. В Байгонецькій волості (до неї відносилася місцевість після земської реформи Олександра II 1860-х років) поселенцям виділили 602 десятина землі.
В «Пам'ятній книзі Таврійської губернії 1889 року» за результатами Х ревізії 1887 року вже записаний Дюрмень з 9 дворами і 62 мешканцями.
Після встановлення в Криму Радянської влади, за постановою Кримревкома від 8 січня 1921 року № 206 «Про зміну адміністративних кордонів» була скасована волосна система і в складі Джанкойського повіту (перетвореного з Перекопського) був створений Джанкойський район.
Незабаром після початку Німецько-радянської війни, 18 серпня 1941 року кримські німці були виселені, спочатку в Ставропольський край, а потім в Сибір і північний Казахстан.
Після звільнення Криму від німців в квітні 12 серпня 1944 року було прийнято постанову № ГОКО-6372с «Про переселення колгоспників в райони Криму» та у вересні 1944 року в район приїхали перші новосели (27 сімей) з Кам'янець-Подільської та Київської областей, а на початку 1950-х років пішла друга хвиля переселенців з різних областей України. Указом Президії Верховної Ради Російської РФСР від 21 серпня 1945 року Дюрмень був перейменований в Придорожнє і Дюрменська сільрада - в Придорожненську. Час скасування сільради поки не встановлено, можливо, це сталося в кампанію укрупнення після указу Президії Верховної Ради УРСР «Про укрупнення сільських районів Кримської області», від 30 грудня 1962 року .